# 韋待價
韦待价（？—689年），雍州万年县（今陕西省西安市长安区）人，出自京兆韦氏逍遥公房，唐朝官员。

## 生平
韦待价属曾祖父韦敻，祖父韦冲，隋民部尚书。父韦挺，象州刺史。岳父江夏王李道宗。韦待价最初以门荫任左千牛备身。永徽四年（653年），岳父江夏王李道宗被房遗爱谋反案牵连，待价也因此被贬为卢龙府果毅，与薛仁贵经略东蕃。累官至兰州刺史。垂拱元年（685年）六月，同凤阁鸾台三品，垂拱二年（686），擔任文昌右相。待價出身行伍，“素无藻鉴之才”，“铨综无叙，甚为当时所嗤”。垂拱三年（687年）十一月，武则天遣韦待价领兵击吐蕃，多次取勝。永昌元年（689年）五月丙辰，武则天又命韦待价为安息道行军大总管，督三十六总管以讨吐蕃，七月，在寅識迦河（今新疆伊宁西南）敗於吐蕃，士卒冻馁，死亡甚众，屯军于高昌（新疆吐鲁番），七月丙子，被流放繡州（今广西桂平县南），副大总管安西大都护阎温古被斬殺。病死于绣州。

## 子嗣
- 韦令儀，宗正少卿
  - 韦鑒
  - 韦鑾
    - 韦应物

  - 韦錡
  - 韦鎔
    - 韦繫，岳州刺史

  - 韦鎰，監察御史
    - 韦武，京兆尹、御史中丞
- 韦烈
  - 韦嗣立（非唐朝宰相韦嗣立），宣州司戶參軍
    - 韦堯，興道令
      - 韦弘景，禮部尚書

## 延伸阅读
[在维基数据编辑]
 《新唐書·卷098》，出自《新唐書》